# Las Piñas
Las Piñas là một thành phố tại Metro Manila (Vùng Thủ đô Quốc gia) của Philippines. Las Piñas giáp với các thành phố khác như Parañaque ở phía bắc và đông bắc, Muntinlupa ở phía đông và đông nam, đô thị tự trị Imus thuộc tỉnh Cavite ở phía nam, phía tây nam và tây là đô thị tự trị Bacoor của tỉnh Cavite và phía tây bắc là vịnh Manila. Một nửa diện tích của thành phố để xây dựng nhà cửa còn một nửa còn lại dùng cho thương mại, công nghiệp và các cơ quan. Về mặt địa văn, Lá Piñas gồm 3 phần:vịnh Manila, bờ biển và bồn địa Guadalupe. So sánh với cách phân chia hành chính tại Việt Nam thì thành phố này có thể coi là một "quận" của một thành phố thống nhất (Metro Manila).